# Grandi Urali
I Grandi Urali sono un'organizzazione criminale di stampo mafioso russa operante nella zona dei monti Urali, e in particolare nel grosso centro industriale di Ekaterinburg, nell'oblast' di Sverdlovsk.
L'organizzazione è suddivisa in tre sottogruppi: Il Gruppo degli Urali, il Gruppo Centrale e i Blu con una meticolosa suddivisione delle aree di influenza per evitare conflitti che nel loro passato si son venuti a creare.
Il primo è estremamente gerarchizzato e ramificato in molti sottogruppi e sarebbe in possesso di almeno 140 imprese, tra cui banche e istituti di credito.
Sono attivi nell'omicidio su commissione, estorsioni, rapimenti e traffico illegale di titanio e altri metalli, riciclaggio di denaro e gestione di attività commerciali, quali ristoranti e hotel.
Il secondo gruppo in declino a causa di arresti e omicidi si occupa invece di vendita illegale di immobili, estorsioni, gestione di imprese commerciali tra cui casinò, compagnie di assicurazione e ristoranti, traffico di risorse naturali, riciclaggio di denaro.
Ad oggi, sembrerebbero coinvolti in traffico di materiale radioattivo.
Il terzo gruppo, i Blu o Sinie, si chiamano così per il colore della loro pelle, causato dal catrame diluito con l'urina per essere tatuati in carcere. Commettono estorsioni e gestiscono traffici illegali di petrolio, droga, armi, legname e metalli preziosi.

## Gruppi criminali
- Gruppo degli Urali
- Gruppo Centrale
- Blu